# Driving One of Your Cars
Driving One of Your Cars är en låt från 2001 framförd av Lisa Miskovsky. Låten är skriven av Miskovsky tillsammans med Fredrik Rinman och Malcolm Pardon. Den gavs ut som första singel från Miskovskys självbetitlade debutalbum 2001.. Den placerade sig som bäst på 14:e plats på den svenska singellistan, och nådde som bäst sjätteplatsen på Trackslistan.

## Låtlista
Alla låtar är skrivna och komponerade av Lisa Miskovsky, Fredrik Rinman, Malcolm Pardon om inget annat anges. 
| 1. | Driving One of Your Cars | 3:58 |
| 2. | It Hurts Sometimes       | 3:17 |

Alla låtar är skrivna och komponerade av Lisa Miskovsky, Fredrik Rinman, Malcolm Pardon om inget annat anges. 
| 1. | Driving One of Your Cars |                | 3:58 |
| 2. | In The Middle            |                | 3:57 |
| 3. | Leave Me Alone           | Lisa Miskovsky | 4:07 |
| 4. | It Hurts Sometimes       |                | 3:17 |

## Listplaceringar
| Lista (2001–2002) | Placering |
| ----------------- | --------- |
| Sverige           | 14        |